# Хав'єр Каскеро
Хав'єр Каскеро (ісп. Javier Casquero; нар. 11 березня 1976, Талавера-де-ла-Рейна, Іспанія) — колишній іспанський футболіст, півзахисник. Тренер.

## Кар'єра
Каскеро починав професійну кар'єру в іспанському клубі «Толедо», який у той час виступав у Сегунді. Тут він провів 5 сезонів, причому половину сезону 1996/97 перебував в оренді в команді «Культураль Леонеса». 1999 року іспанець перейшов до «Атлетіко Мадрид Б» і в сезоні 1999/2000 допоміг клубові посісти друге місце в Сегунді. Але оскільки в Прімері вже виступав «Атлетіко Мадрид», то його резервна команда «Атлетіко Мадрид Б» за правилами чемпіонату не мала права на підвищення в класі.
У наступному сезоні Каскеро перейшов до «Севільї». У першому сезоні за новий клуб іспанський півзахисник провів 38 матчів і забив 4 голи. За підсумками сезону 2000/01 «Севілья» піднялася з Сегунди до Прімери. 26 серпня 2001 року футболіст дебютував у найвищій лізі Іспанії, вийшовши на поле в матчі проти «Барселони» («Севілья» програла з рахунком 1:2). Провівши ще три сезони в «Севільї», Каскеро перейшов до клубу «Расінг Сантандер».
2006 року півзахисник став гравцем «Хетафе». Від першого сезону Каскеро регулярно з'являвся в основному складі команди. Іспанець взяв участь у багатьох матчах свого клубу в Кубку УЄФА сезону 2007/08, коли «Хетафе» дістався стадії 1/4 фіналу. У чвертьфінальному матчі проти «Баварії» Каскеро забив один з м'ячів, але підсумковий рахунок 3:3 був не на користь «Хетафе» (бо за сумою двох матчів рахунок став 4:4, і «Баварія» проходила далі завдяки голам, забитим у гостях).
21 квітня 2009 року Хав'єр Каскеро виявився залученим в інцидент із захисником Пепе. На останніх хвилинах матчу «Хетафе» — «Реал Мадрид» Пепе порушив правила в єдиноборстві з Каскеро: спочатку він штовхнув півзахисника, а потім, коли той вже впав на газон, двічі вдарив його ногою. Суддя показав Пепе червону картку і призначив пенальті, але Каскеро не зміг його реалізувати. Наприкінці матчу Гонсало Ігуаїн забив гол, завдяки чому «Реал Мадрид» здобув перемогу з рахунком 3:2. Після гри захисника «Реала» Пепе дискваліфіковано на 10 матчів.